# 小久保康之
小久保 康之（こくぼ やすゆき、1958年 - ）は、日本の政治学者（国際政治学・EU／ヨーロッパ政治論）。東洋英和女学院大学大学院国際協力研究科主任・国際社会学部教授、日本EU学会理事。

## 来歴

### 生い立ち
1958年生。父の転勤にともない、中学生から高校生にかけてベルギーのブリュッセル首都圏地域ブリュッセル市にて暮らした。1979年から1980年にかけて、パリ第三大学（いわゆる新ソルボンヌ大学）に留学した。帰国後の1982年に、慶應義塾大学の法学部政治学科を卒業した。その後は、慶應義塾大学の大学院に進学し、法学修士の学位を取得した。1987年に、同大学院の法学研究科政治学専攻にて博士課程を単位取得満期退学した。

### 研究者として
1988年に日本大学にて、1989年から1992年まで杏林大学にて、それぞれ講師を非常勤で務めた。また、その間には、1990年から1991年にかけて日本学術振興会の特別研究員にもなっていた。1991年に武蔵野短期大学に採用され、専任の講師として常勤で務めた。武蔵野短期大学には1995年まで在籍したが、同年に静岡県立大学に転じ、国際関係学部の講師となった。1997年には同学部の助教授に昇任し、2002年には同学部の教授に昇任した。また、静岡県立大学の大学院では、国際関係学研究科の助教授、教授を兼務し、国際関係学専攻の専攻長にも就任した。そのほかにも、静岡県立大学に新設された広域ヨーロッパ研究センターにて、最初の副センター長に就任した。なお、その間に、2000年から2001年にかけて、ブリュッセル自由大学の客員研究員も兼任した。
2010年に東洋英和女学院大学に転じ、国際社会学部の教授に就任し、国際コミュニケーション学科の講義を担当する。また、同大学の大学院では、国際協力研究科の教授も兼務しており、国際協力専攻の講義を担当している。また、国際協力研究科の主任に就任している。

## 研究
専門は政治学であり、国際政治学や、ヨーロッパ連合などのヨーロッパ政治論といった分野を研究している。特に、ヨーロッパ共同体やヨーロッパ連合など欧州統合について取り上げることが多く、欧州統合の深化と拡大によって齎された国際政治システムの変容や、ヨーロッパ諸国における個々の外交、さらに、日欧関係の発展や、国際社会でのヨーロッパ連合の役割など、様々な研究に取り組んでいる。学術書も複数上梓しているが、六鹿茂夫らとともに執筆および編纂した入門書や、田中俊郎らとともに編纂した研究書など、多様な書籍を上梓している。
学会としては、日本EC学会（のちの日本EU学会）、日本国際政治学会、国際法学会、日本政治学会、慶應法学会などに所属する。日本国際政治学会では欧州統合分科会の責任者を務め、日本政治学会では企画委員会や文献委員会の委員を務めた。また、日本EU学会では、1998年より理事を務める。

## 略歴
- 1958年 - 誕生。
- 1979年 - パリ第三大学留学。
- 1982年 - 慶應義塾大学法学部卒業。
- 1987年 -慶應義塾大学大学院法学研究科博士課程単位取得満期退学。
- 1988年 - 日本大学講師。
- 1989年 - 杏林大学講師。
- 1990年 - 日本学術振興会特別研究員。
- 1991年 - 武蔵野短期大学講師。
- 1995年 - 静岡県立大学国際関係学部講師。
- 1997年 - 静岡県立大学国際関係学部助教授。
- 1998年 - 日本EU学会理事。
- 2000年 - ブリュッセル自由大学客員研究員。
- 2002年 - 静岡県立大学国際関係学部教授。
- 2006年 - 日本EU学会年報編集委員会委員長。
- 2010年 - 東洋英和女学院大学国際社会学部教授。

## 著作

### 単著
- 小久保康之著『新欧州秩序構築下におけるEC・EFTA関係の現状と展望――欧州経済領域（EEA）の設立とEC拡大の見通し』世界平和研究所、1993年。

### 共著
- 島野卓爾・岡村堯・田中俊郎編著『EU入門――誕生から、政治・法律・経済まで』有斐閣、2000年。ISBN 9784641049758
- 長谷川雄一・高杉忠明編著『現代の国際政治――冷戦後の日本外交を考える視角』新版、ミネルヴァ書房、2002年。ISBN 9784623035830
- 大島美穂編『国家・地域・民族』勁草書房、2007年。ISBN 9784326301713

### 編著
- 六鹿茂夫・小久保康之・前山亮吉編著『21世紀の国際社会を考える――静岡県立大学全学共通科目テキストブック』静岡県立大学国際関係学部国際政治経済コース、2002年。ISBN 9784883610709
- 六鹿茂夫・小久保康之・前山亮吉編著『国際関係学への招待』三恵社、2003年。ISBN 9784883611881

### 編纂
- 田中俊郎・小久保康之・鶴岡路人編『EUの国際政治――域内政治秩序と対外関係の動態』慶應義塾大学出版会、2007年。ISBN 9784766414486

### 監訳
- G・ベルトラン・A・ミシャルスキ・L・ペンク編著、小久保康之監訳、小林正英・東野篤子訳『ヨーロッパ2010――EU・世界を読み解く5つのシナリオ』ミネルヴァ書房、2000年。ISBN 9784623033218

## 関連人物
- 田中俊郎
- 長谷川雄一
- 六鹿茂夫